# 미트 로프 (가수)
미트 로프(영어: Meat Loaf, 1947년 9월 27일~2022년 1월 20일)는 미국의 가수, 배우이다.
그는 가장 많은 음반을 판 음악가 중 하나로, 〈Bat Out of Hell〉(1977)은 가장 많이 팔린 음반 중 하나이며 Bat Out of Hell 3부작 앨범만 전세계에서 총 6500만장이 팔렸다. 1994년 〈I'd Do Anything for Love (But I Won't Do That)〉로 그래미상 솔로 록 보컬 부문을 수상했다. 배우 활동으로는 《록키 호러 픽쳐 쇼》(1975)와 《파이트 클럽》(1999)에 조연으로 출연한 경력이 있다.
코로나19 범유행중인 2021년 그는 미국의 마스크 착용와 백신 정책을 거부했다. 비행기에서 마스크를 쓰라고 하는 사람들을 ‘나치’라고 부르며 “죽으면 죽었지 통제당하지는 않겠다(If I die, I die, but I'm not going to be controlled.)”고 말했다.
미트 로프는 2022년 1월 20일 테네시주 내슈빌에서 사망했다. 공식적인 사인은 공개되지 않았지만, 많은 미국 언론이 그가 가족과 함께 코로나19에 감염되었으며 코로나19 합병증으로 사망했다고 보도했다.

## 음반 목록

### 솔로 정규 앨범
- Bat Out of Hell (1977)
- Dead Ringer (1981)
- Midnight at the Lost and Found (1983)
- Bad Attitude (1984)
- Blind Before I Stop (1986)
- Bat Out of Hell II: Back into Hell (1993)
- Welcome to the Neighbourhood (1995)
- Couldn't Have Said It Better (2003)
- Bat Out of Hell III: The Monster Is Loose (2006)
- Hang Cool Teddy Bear (2010)
- Hell in a Handbasket (2011)
- Braver Than We Are (2016)

## 연기 목록

### 영화
- 록키 호러 픽쳐 쇼 (1975)
- 스파이스 월드 (1997)
- 블랙 독 (1998)
- 파이트 클럽 (1999)